# خلافت عثمانی
خلفای امپراتوری عثمانی (ترکی عثمانی: خلافت مقامی، آوانگاری: hilâfet makamı، ت. «منصب خلافت»)(ترجمه تحت‌اللفظی :دفتر خلافت) ادعای سران سلسله عثمانی ترک مبنی بر خلافت اسلام در اواخر قرون وسطی و اوایل دوران مدرن بود. در دوره گسترش عثمانی، حاکمان عثمانی پس از فتح ممالیک مصر توسط سلطان سلیم یکم در سال ۱۵۱۷، ادعای خلافت کردند که لقب مدافع شهرهای مقدس مکه و مدینه را به او اعطا و ادعای خلافت عثمانی‌ها را در جهان اسلام تقویت کرد. تا پیش از سلیم، هیچ‌یک از سلاطین عثمانی خلیفه نبودند، چراکه خلافت عباسی پس از سقوط بغداد در قاهره و تحت لوای ممالیک مصر و شام احیا شد. در این وضعیت، عنوان خلیفه صرفاً عنوانی تشریفاتی در سرزمین‌های ایران و روم و ماوراالنهر بود و گاه در اشاره به حکام به کار می‌رفت، اما خلیفه در قاهره بود.
سقوط خلافت عثمانی به دلیل فرسایش آهسته قدرت در رابطه با اروپای غربی و به دلیل پایان یافتن دولت عثمانی در نتیجه تجزیه امپراتوری عثمانی با دستور جامعه ملل اتفاق افتاد. عبدالمجید دوم، آخرین خلیفه عثمانی، برای چند سال پس از تقسیم، سمت خلیفه خود را داشت، اما با اصلاحات سکولار مصطفی کمال پاشا و متعاقب آن تبعید خانواده سلطنتی عثمان اوغلو از ترکیه در سال ۱۹۲۴، مقام خلیفه لغو شد. مصطفی کمال پاشا خلافت را به احمد شریف السنوسی پیشنهاد کرد، مشروط بر اینکه او در خارج از ترکیه اقامت کند. سنوسی این پیشنهاد را رد و حمایت خود را از عبدالمجید دوم تأیید کرد.
با تأسیس فرقه‌های بکتاشی و مولوی، رویکردهای دگرگون‌ساز، ترکیبی و عرفانی مانند تصوف به اسلام شکوفا شد.